# 1395
1395 (MCCCXCV) var ett normalår som började en fredag i den julianska kalendern.

## Händelser

### September
- 26 september – Fred sluts mellan drottning Margareta och Albrekt av Mecklenburg på Lindholmen i och med Lindholmstraktaten. Albrekt friges mot borgen.

### Okänt datum
- Svenskarna försöker besegra novgoroderna i slaget vid Jama, men misslyckas.
- Krig utbryter mot Vitaliebröderna, som innehar några svenska fästen.
- Gian Galeazzo Visconti blir hertig av Milano.

## Födda
- 11 januari – Michelle av Frankrike, hertiginna av Burgund.
- Bengt Jönsson (Oxenstierna), svensk riksföreståndare från januari till 20 juni 1448 (född omkring detta år).

## Avlidna
- 17 maj – Maria av Ungern, drottning av Ungern.
- Ramesuan, kung av Ayutthaya.
- Guillaume Tirel, fransk hovkock (född. 1310)